# 皮亚克
皮亚克（法語：Pillac，法語發音：[pijak]）是法国夏朗德省的一个市镇，属于昂古莱姆区。

## 地理
皮亚克（45°19'28"N, 0°11'29"E）面积19.64 平方千米，位于法国新阿基坦大区夏朗德省，该省份为法国西部内陆省份，北起德塞夫勒省和维埃纳省，东临上维埃纳省，东南至多尔多涅省，南至多爾多涅省，西接滨海夏朗德省。
与皮亚克接壤的市镇（或旧市镇、城区）包括：贝隆、瑞尼亚克、拉普拉德、蒙蒂尼亚克勒科克、纳比诺、圣罗曼、圣塞沃兰、博尔。

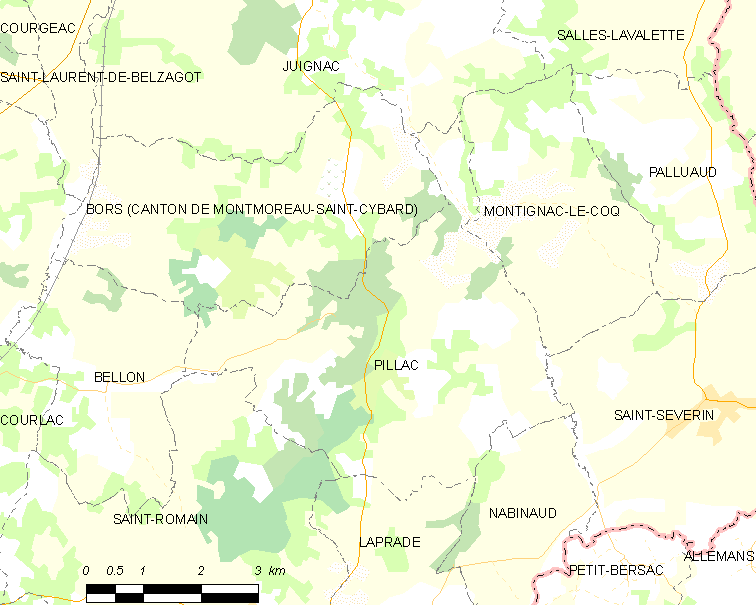
皮亚克的OSM定位图

皮亚克的时区为UTC+01:00、UTC+02:00（夏令时）。

## 行政
皮亚克的邮政编码为16390，INSEE市镇编码为16260。

## 政治
皮亚克所属的省级选区为蒂德-拉瓦莱特县。

## 人口

1962-2008年间皮亚克人口变化图示

皮亚克于2022年1月1日时的人口数量为253人。